# KN-11
Le KN-11 est un missile mer-sol balistique stratégique développé par la Corée du Nord.
Un tir d’essai a eu lieu le 24 août 2016. Il est possible que le missile ait été tiré depuis une plateforme maritime et non depuis un sous-marin.